# Yukiyo Mine
Yukiyo Mine (峰 幸代, Mine Yukiyo, Fukuoka, 26 janvier 1988  -) est une joueuse de softball japonaise. Durant les Jeux olympiques d'été de 2008, elle remporta la médaille d'or devançant les États-Unis et l'Australie.